# Premi de Narrativa Curta
El Premi de Novel·la Curta de Benissa és un premi literari de novel·la en català editat per Viena Edicions, amb una dotació econòmica de 2.000 €, quantitat sufragada per l'Ajuntament de Benissa (Marina Alta). Els premis s'atorguen des de l'any 1979 i formen part dels Premis 25 d'abril Vila de Benissa.

## Llistat de premiats
| Any  | Edició | Títol                           | Premiat                                         |
| ---- | ------ | ------------------------------- | ----------------------------------------------- |
| 2010 | 30     | Memòries del paradís            | Francesc Belda                                  |
| 2011 | 31     | Roder                           | Juan Elías Andrés y Serer                       |
| 2012 | 32     | Creixen malgrat tot les tulipes | Sònia Moll Gamboa                               |
| 2013 | 33     | Masculí plural                  | Vicent Pallarés                                 |
| 2014 | 34     | L´amor també mata               | Josep Franco                                    |
| 2015 | 35     | A Trenc d’Alba                  | Agustí Colomer Belda i Agustí Colomer Ferràndiz |
| 2016 | 36     | La lluna quan tots sants        | Ivan Carbonell i Iglesias                       |
| 2017 | 37     | L’home victòria                 | Josep Jorge i Fernández                         |
| 2018 | 38     | Circ de puces                   | Josep Igual Febrer                              |
| 2019 | 39     | Tocs personals                  | Joan-Lluís Moreno Congost                       |
| 2020 | 40     | Negocis de guerra               | Enric Lluch Girbés                              |
| 2021 | 41     | Althaia                         | Juli Capilla i Fuentes                          |
| 2022 | 42     | Memòries d'una borda            | Miquel Borrell i Sabater                        |
| 2023 | 43     | El sol de l’hivern              | Lourdes Toledo                                  |